# 第二天堂
《第二天堂》（中國大陆首发时名为：江南）是新加坡歌手林俊傑的第2张录音室专辑，于2004年6月4日发行，收錄15首曲目。 专辑由林俊杰一手包辦全部作曲，同时还参与了部分编曲及制作，主打歌〈江南〉入围第16屆金曲獎「最佳作曲人奖」，更成为林俊杰歌唱事业的代表作。该专辑在全亚洲销量超过180万张。

## 背景
2004年5月8日，林俊杰在第15届金曲奖勇夺最佳演唱新人奖，他接受媒体采访透露将于6月推出第二张专辑。2003年在推出首张专辑《乐行者》后，销量超过百万张，获得了巨大的成功。在宣传期间，他走遍了亚洲各大城市，尤其是在中国大陆的26个城镇巡回，带给了他丰富的感触。在专辑制作期间，林俊杰特地来到好莱坞向知名录音师Brian Gardner学习录音技巧，并与美国嘻哈舞蹈团体B2K的编舞老师Dave Scott合作，练习舞台肢体及舞步指导，提升他的舞台表现力。他将这一年凝聚的音乐能量，以及蜕变成长的记录，创作出了专辑《第二天堂》。

## 歌曲与创作
该专辑的音乐灵感来源广泛，既包括现实生活中的经历，也包括他热衷的电子游戏世界，林俊杰擅长将日常生活中的点滴和虚拟世界的体验转化为音乐创作。在这张许环良制作的专辑中，林俊杰再次包办整张专辑作曲，更参与了编曲及制作，歌词则是主要由林秋离填写。〈第二天堂〉由林俊杰和Jacob Lin编曲，融合了當時林俊杰代言的線上遊戲《天堂II》的元素，Hip-hop的节奏音符中，中段大量采用西式电影配乐式的交响乐，展现了他的跨界合作能力和创意。〈子弹列车〉由方文山作词，Hip-hop的节奏中加入非洲民族乐器Udu Drum，讲述了科技造成生活中的疏离产生的矛盾，林俊杰希望歌词中的速度感来呈现这个现代化的问题。〈豆浆油条〉由林俊杰好友张思尔填词，林俊杰称创作这首歌是因为自己非常喜爱早餐时吃油条喝豆浆，用两者来代表互相离不开的情侣，称之为自己渴望的爱情。〈江南〉则是他在走过20多个城镇的中国，获得的灵感，这首歌在极具西方色彩的R&B节奏中加入了中国的洞箫与古筝，表达了恒久不变的爱情观。〈害怕〉是林俊杰为了纪念一段无法忘记感情而作，并希望用这首歌来为这段感情划上句号。

## 发行与宣传
该专辑主打歌〈第二天堂〉在中國大陆因歌詞內容血腥和黑暗被禁唱，所以唱片公司分别选择两首不同的歌曲在不同地区进行首播。2004年5月21日，在台湾、星马地区首播〈第二天堂〉，另一首歌〈江南〉在中国大陆进行首播。而专辑在大陆首次发行时名称也改为《江南》，并且删除了〈第二天堂〉这首歌曲，不过后来，在中国大陆推出的再版则收录〈第二天堂〉，专辑名称随之改回《第二天堂》。专辑还未上市，就已经被商家预订30万张。5月23日，林俊杰在北京举行预售签唱会，5万张限量版在48小时内销售一空。6月15日，林俊杰在台北西门町举办签唱会。

## 媒体评价
音像世界的王磊评价：“在这张专辑中，林俊杰在音乐上所表现出来的创作才华，简直是让人叹为观止的，比如〈江南〉中的跳跃、〈相信无限〉的激荡、〈豆浆油条〉的创意，都让人感觉他的音乐沉淀会在每首歌中，给人带来不断的惊喜。”并称：“听他的音乐，如同融化在江南烟雨与加州阳光下，时空与场景的转换，就仿佛数部电影的蒙太奇叠合，那种喜悦是难以言喻的。”
现在流行网评价称：“〈江南〉以键盘和慢拍R&B节奏做为主线当然并不稀奇，但却因为加入了萧与古筝却一下子使这首歌呈现出青葱翠绿的色彩来，标准的灵歌颤音还在，但因为江南古韵式的转折开始隐约跳跃于乐符的流转间，而使得歌曲增添了无数中国古典式的情愁乡韵，当然还有那些小刚式的台式情歌旋律依稀可闻，可以肯定的是这是一首需要旅程、阅历和想像力才能完成的作品。”

## 曲目列表
| 曲序     | 曲目                             |               | 编曲             | 製作人          | 备注                 | 时长  |
| -------- | -------------------------------- | ------------- | ---------------- | --------------- | -------------------- | ----- |
| 1.       | 一開始...（In The Beginning...） | -             | -                | 許環良          | 純音樂               | 1:00  |
| 2.       | 第二天堂（Haven）                | 張良忠 林秋離 | 林俊傑 Jacob Lin | 林俊傑          | 網遊《天堂II》主題曲 | 4:26  |
| 3.       | 子彈列車（Bullet Train）         | 方文山        | 林俊傑           | 林俊傑          |                      | 3:24  |
| 4.       | 起床了（Morning Call）           | -             | -                | 林子欽          | 纯音乐               | 0:25  |
| 5.       | 豆漿油條（Perfect Match）        | 張思爾        | 蔡政勛 陳建瑋    | 梁定江          |                      | 4:14  |
| 6.       | 江南（River South）              | 李瑞洵        | 蔡政勛 陳建瑋    | 許環良          |                      | 4:25  |
| 7.       | 害怕（Afraid）                   | 李瑞洵        | 吳慶隆           | 林俊傑 畢曉世   |                      | 4:40  |
| 8.       | 天使心（Angel）                  | 張思爾 林秋離 | Kenn C           | 林子欽 吳劍泓   |                      | 3:59  |
| 9.       | 森林浴（In The Woods）           | -             | -                | 林子欽          | 純音樂               | 0:22  |
| 10.      | 精靈（Elf）                      | 林秋離        | 吳慶隆           | 吳劍泓 許環良   |                      | 4:03  |
| 11.      | 相信無限（Infinity）             | 張思爾        | Kenn C           | 林俊傑 吳劍泓   |                      | 3:21  |
| 12.      | 美人魚（Mermaid）                | 簡勝 林秋離   | 梁定江 Case Woo  | 梁定江 Case Woo |                      | 4:12  |
| 13.      | 距離（Distance）                 | 林怡鳳        | 吳慶隆           | 許環良          |                      | 4:14  |
| 14.      | 未完成（To Be Continued）        | -             | -                | 林子欽          | 純音樂               | 0:21  |
| 15.      | Endless Road                     | 林俊傑        | 吳慶隆           | 林俊傑 畢曉世   | 〈害怕〉英文Demo版   | 4:39  |
| 总时长： | 总时长：                         | 总时长：      | 总时长：         | 总时长：        | 总时长：             | 48:08 |

## 音樂錄影帶
| 曲序 | 歌名     | 執導            | 附註       |
| ---- | -------- | --------------- | ---------- |
| 02   | 第二天堂 | 鄺盛            |            |
| 03   | 子彈列車 | The jam council |            |
| 05   | 豆漿油條 | 于中中          | 喻虹淵出演 |
| 06   | 江南     | 金卓            | 马如婵出演 |
| 07   | 害怕     | 金卓            |            |
| 08   | 天使心   | 于中中          |            |
| 10   | 精靈     | 于中中          |            |
| 11   | 相信無限 | 于中中          |            |
| 12   | 美人魚   | 于中中          |            |
| 13   | 距離     | 于中中          |            |

## 奖项
| 年份 | 颁奖典礼／单位               | 獎項                        | 提名者／作品             | 結果 | 来源          |
| ---- | ---------------------------- | --------------------------- | ------------------------ | ---- | ------------- |
| 2004 | 第11届新加坡金曲奖           | 最佳本地作曲奖              | 林俊傑／〈江南〉         | 獲獎 | [ 19 ]        |
| 2004 | 第4届全球华语歌曲排行榜      | 年度20大金曲                | 林俊傑／〈江南〉         | 獲獎 | [ 20 ]        |
| 2004 | 第二届东南劲爆音乐榜         | 港台劲爆十大金曲            | 林俊傑／〈江南〉         | 獲獎 | [ 21 ]        |
| 2005 | 第五届音乐风云榜颁奖盛典     | 港台最佳男歌手              | 林俊傑／《第二天堂》     | 提名 | [ 22 ] [ 23 ] |
| 2005 | 第五届音乐风云榜颁奖盛典     | 港台最佳专辑                | 林俊傑／《第二天堂》     | 提名 | [ 22 ] [ 23 ] |
| 2005 | 第五届音乐风云榜颁奖盛典     | 港台最佳唱作人              | 林俊傑／《第二天堂》     | 提名 | [ 22 ] [ 23 ] |
| 2005 | 第五届音乐风云榜颁奖盛典     | 港台最佳作曲                | 林俊傑／〈江南〉         | 提名 | [ 22 ] [ 23 ] |
| 2005 | 第五届音乐风云榜颁奖盛典     | 港台最佳作词                | 李瑞洵／〈江南〉         | 提名 | [ 22 ] [ 23 ] |
| 2005 | 第五届音乐风云榜颁奖盛典     | 港台最佳编曲                | 蔡政勋、陈建玮／〈江南〉 | 提名 | [ 22 ] [ 23 ] |
| 2005 | 第五届音乐风云榜颁奖盛典     | 港台十大金曲                | 林俊傑／〈江南〉         | 獲獎 | [ 22 ] [ 23 ] |
| 2005 | 2004 MusicRadio中国TOP排行榜 | 港台年度最佳作曲            | 林俊傑／〈江南〉         | 獲獎 | [ 24 ]        |
| 2005 | 2004 MusicRadio中国TOP排行榜 | 港台年度金曲                | 林俊傑／〈江南〉         | 獲獎 | [ 24 ]        |
| 2005 | 第16屆金曲獎                 | 最佳作曲人奖                | 林俊傑／〈江南〉         | 提名 | [ 2 ]         |
| 2005 | 2005 Hito流行音乐奖          | 年度十大华语歌曲            | 林俊傑／〈江南〉         | 獲獎 | [ 25 ]        |
| 2005 | 第二届劲歌王音乐盛典         | 国语金曲奖                  | 林俊傑／〈江南〉         | 獲獎 | [ 26 ]        |
| 2005 | 第二十七屆十大中文金曲頒獎礼 | 全国最受欢迎中文歌曲奖-银奖 | 林俊傑／〈江南〉         | 獲獎 |               |

## 发行历史
| 地区     | 版本                   | 日期          | 格式                | 厂牌     | 来源   |
| -------- | ---------------------- | ------------- | ------------------- | -------- | ------ |
| 全球     | 正式版                 | 2004年6月4日  | 數位下載 · 串流媒體 | 海蝶音乐 |        |
| 台湾     | 精装限量版             | 2004年6月4日  | CD                  | 豐華唱片 | [ 27 ] |
| 台湾     | 平装版                 | 2004年6月16日 | CD                  | 豐華唱片 | [ 28 ] |
| 台湾     | 卡拉OK版               | 2004年7月6日  | DVD                 | 豐華唱片 | [ 29 ] |
| 台湾     | 180g LP 限量版黑膠唱片 | 2016年2月19日 | LP                  | 海蝶音乐 | [ 30 ] |
| 香港     | 香港遊戲版             | 2004年10月4日 | CD                  | 豐華唱片 | [ 31 ] |
| 新加坡   | 正式版                 | 2004年6月4日  | CD                  | 海蝶音乐 | [ 32 ] |
| 新加坡   | 卡拉OK版               | 2004年7月6日  | DVD                 | 海蝶音乐 | [ 32 ] |
| 马来西亚 | 正式版                 | 2004年6月4日  | CD                  | 海螺音乐 | [ 32 ] |
| 马来西亚 | 正式版                 | 2004年6月4日  | 卡带                | 海螺音乐 | [ 32 ] |
| 马来西亚 | 卡拉OK版               | 2004年7月6日  | 2VCD                | 海螺音乐 | [ 32 ] |
| 中国大陆 | 预购版                 | 2004年6月4日  | CD                  | 星文唱片 | [ 33 ] |
| 中国大陆 | 正式版                 | 2004年6月4日  | CD                  | 星文唱片 | [ 33 ] |
| 中国大陆 | 正式版                 | 2004年6月4日  | 卡帶                | 星文唱片 | [ 33 ] |
| 中国大陆 | 精装版                 | 2004年        | CD + VCD            | 星文唱片 | [ 33 ] |
| 中国大陆 | 卡拉OK版               | 2004年7月6日  | DVD                 | 星文唱片 | [ 33 ] |
| 中国大陆 | 卡拉OK版               | 2004年7月6日  | VCD                 | 星文唱片 | [ 33 ] |